# El metge (pel·lícula)
El metge (títol original en anglès, The Physician) és una pel·lícula alemanya d'aventures del 2013 basada en la novel·la del mateix nom de Noah Gordon. La història se centra en un orfe del segle xi que viatja a Pèrsia per aprendre medicina. Aquesta pel·lícula ha estat doblada al català.

## Argument
A l'Europa medieval, l'Església lluita contra la “màgia negra”. El coneixement mèdic de metges grecs com Hipòcrates i Galè s'havia perdut als països occidentals. A l'Anglaterra del segle xi, barbers cirurgians ambulants van intentar proporcionar atenció mèdica a la població normal, sovint amb el risc que l’Església els perseguís per bruixeria.
Robert Cole té un do extraordinari, on pot sentir quan algú que no rep tractament mèdic té una malaltia terminal. Per primer cop ho sent quan sent petit la seva mare mort d'una apendicitis, una malaltia que desconeixia. El jove orfe s'uneix a un barber cirurgia ambulant que es fa dir Barber. Barber li ensenya els conceptes bàsics de la medicina medieval, amb teràpies com la ventosateràpia, la sagnia o l'exodòncia. Fins i tot com a aprenent, Rob reconeix les limitacions d’aquestes pràctiques simples. Quan Barber pateix una cataracta, Rob consulta a Medicus, un metge jueu que li cura aquesta malaltia. Amb ell Rob aprèn una mica de cultura jueva. Parla amb dos dels seus fills, Jesse i Benjamin, i veurà per primer cop un mapamundi, tot i descobrint al famós Ibn Sina, que ensenya medicina al llunyà emirat de Kakúyida. A partir de llavors decideix rebre educació per convertir-se en metge. Durant el Segle d'Or Islàmic, la medicina al món islàmic medieval estava molt més avançada que a Europa. El metge, científic i filòsof Ibn Sina va ensenyar a Esfahan, l'escola més important per als aspirants a practicants del món en aquella època.
Rob rep l'advertiment que els cristians tenen prohibit entrar a terres musulmanes mentre que els jueus són tolerats. Per poder entrar-hi, en arribar a Egipte, Rob es circumcida a si mateix i es fa dir Jesse ben Benjamin, fent-se passar per jueu, tot i que es cristià. En una caravana coneix a Rebecca que li llegeix un llibre sobre Aladi i Sinbad el mariner. La caravana experimenta una tempesta de sorra, on Rob gairebé mor. En arribar a Esfahan, demana l’ingrés a l’hospital i a l'escola d’Ibn Sina, on és rebutjat i expulsat i colpejat pels guàrdies. Estirat al carrer amb una ferida i una commoció cerebral el troba un guardià, sent acollit com a pacient.
En un bimaristan (hospital) i a la madrassa (universitat), és tractat per Ibn Sina i admès com a estudiant per aprendre els fonaments de la medicina científica, així com d'altres disciplines filosòfiques com la filosofia aristotèlica i islàmica. Rob aprèn a realitzar una història clínica i un examen mèdic que inclouen diagnòstic de pols, tractaments amb sangoneres, ús d'opi i el seu efecte analgèsic i procediments quirúrgics. Després que el xah rebutgi un tractat de pau amb els seljúcides, aquests envien un home infectat amb la Pesta Negra per infectar deliberadament la ciutat. Milers de persones comencen a morir després de ser ateses per Ibn Sina i els seus estudiants. Només amb el descobriment de Rob i la ràpida aplicació dels principis higiènics bàsics, es pot superar la plaga. Rob suggereix que les puces de rata orientals poden ser les portadores de la Pesta Negra i que amb el verí de rata es pot suprimir la plaga. Rob es retroba amb Rebecca, que ha emmalaltit per la plaga, atès que ell ha abandonat temporalment la ciutat. Rob la cura i Rebecca es recupera completament. Ella i Rob mantenen una relació sentimental i sexe extramarital just abans que Rebecca hagi de tornar amb el seu marit, que acaba de tornat a la ciutat. Però Rebecca queda embarassada. Es seu marti ho descobreix, per la qual cosa és condemnada a mort per lapidació.
Les religions cristiana, jueva i islàmica influïren en l'avaluació de la ciència mèdica i el conflicte es desencadena amb l'avaluació ètica de l'autòpsia del cos humà. Quan un zoroastrià mor d'apendicitis, Rob s'assabenta que el zoroastrisme no prohibeix a un seguidor fer-se l’autòpsia després de la mort. Rob realitza en secret una autòpsia al cos per aprofundir en el coneixement de l’anatomia, i descobrir l'apèndix vermiforme inflamada. Quan els mul·las descobreixen el que ha fet, condemnen a mort a Rob i Ibn Sina per nigromància. Rebecca està a punt de ser apedregada per adulteri, quan el Xa sembla es troba afectat per una apendicitis. Rob i Ibn Sina són alliberats de manera que Rob realitzarà una apendicectomia, mitjançant anestèsia, al Xa. Abans de començar la cirurgia, Rob planeja el rescat de Rebecca de la seva imminent execució.
Esfahan és traït pels mul·las als seljúcides, ja que volen expulsar la comunitat jueva i la madrassa d'Ibn Sina de la ciutat. Llavors arriben soldats dels mul·las per atacar l’hospital. Ibn Sina es dirigeix a la biblioteca en flames i transfereix els seus escrits mèdics a Rob Cole, atorgant-li el títol de metge "Hakim". Ibn Sina es quedarà a morir dins la biblioteca en flames.
Rob Cole, així com altres, escapen per una porta que els ha explicat el Xa, mentre que ell i els seus homes faran una darrera càrrega contra els seljúcides. Rob torna amb Rebecca, com la seva dona, a Londres i funda un hospital. El vell Barber, el primer mestre de Cole, coneix a través d'un nen petit que el seu antic alumne ha tornat amb fama d'Orient. Aleshores, Barber demana al noi que el porti a veure'l quan acaba la pel·lícula.

## Repartiment
| Intèrpret          | Personatge                  |
| ------------------ | --------------------------- |
| Tom Payne          | Rob Cole/Jesse Ben Benjamin |
| Emma Rigby         | Rebecca                     |
| Stellan Skarsgård  | Barber                      |
| Ben Kingsley       | Ibn Sina                    |
| Olivier Martinez   | Xa Ala ad-Daula             |
| Elyas M'Barek      | Karim                       |
| Fahri Yardım       | Davout Hossein              |
| Stanley Townsend   | Bar Kappara                 |
| Makram Khoury      | Imam                        |
| Stanley Townsend   | Bar Kappara                 |
| Adam Thomas Wright | Jove Rob Cole               |
| Peter Bankole      | Mano Dayak                  |
| Renu Setna         | Quasim                      |